# Сидорова, Анжелика Александровна
Анжелика Александровна Сидорова (род. 28 июня 1991, Москва) — российская легкоатлетка, специализирующаяся в прыжках с шестом, четвертая женщина в истории преодолевшая 5-метровый рубеж.  Серебряный призёр Олимпийских игр в Токио (2020), чемпионка мира 2019 года, чемпионка Европы 2014 года, чемпионка Европы в помещении 2015 года. Восьмикратная чемпионка России в помещении (2014—2021), шестикратная чемпионка России (2014, 2015, 2019—2022). Заслуженный мастер спорта России (2014).

## Биография
Родилась в Москве, училась в СОШ 405. Воспитанница физкультурно-спортивного объединения «Юность Москвы» (группа Светланы Абрамовой) и центра спортивной подготовки сборных команд Чувашской Республики им. А. Игнатьева (с 2014 года). Окончила Российский государственный университет физической культуры, спорта, молодёжи и туризма (2014).
В сентябре 2023 года Анжелика родила сына Артёма.

## Карьера
В 2010 году на чемпионате мира среди юниоров Анжелика заняла 4-е место. На чемпионате Европы среди молодежи 2013 года в Темпере (Финляндия) завоевала серебряную медаль. В марте 2013 года стала бронзовым призёром чемпионата Европы в помещении, а спустя год, на чемпионате мира в помещениях 2014 года в Сопоте (Польша), стала серебряным призёром. Первое золото на международной арене покорилось Анжелике Сидоровой на Чемпионате Европы 2014 в Цюрихе (Швейцария) с результатом 4,65 м.
Занимая первые места с 2014 по 2021 год Сидорова является восьмикратной чемпионкой России по прыжкам с шестом в помещении.
Чемпионка Европы в помещении 2015 года с личным рекордом 4,80 метра, в том же году стала чемпионом России с результатом 4,50 метра.
14 февраля 2016 года Анжелика выиграла соревнования «Русская зима» с результатом 4,71 метра. 21 июня 2016 года, с личным рекордом 4,85 метра, стала серебряным призёром чемпионата России.
Чемпионат России 2019 в Казани снова стал успешным для Сидоровой - первое место с результатом 4,86 м. На мировом первенстве по лёгкой атлетике 2019 года в Дохе (Катар), Анжелика стала чемпионом мира с рекордным для себя результатом - 4,95 метра.
Начало 2020 года стало для российской легкоатлетки весьма успешным: сначала  победа на чемпионате России 2020 в помещении, с личным рекордом 4,92 метра, а следом участие в  "Фестивале прыжков с шестом" с лучшим результатом сезона в мире и очередным новым личным рекордом в помещении - 4,95 метра. 8 сентября 2020 года Сидорова, на всероссийских соревнованиях представляющая Москву и Чувашию, стала четырёхкратной чемпионкой страны, превзойдя по этому показателю завершившую карьеру двукратную олимпийскую чемпионку Елену Исинбаеву, которая выиграла чемпионат России трижды.
На Чемпионате России 2021 года в Чебоксарах, спортсменка, с результатом 4.75 метра, завоевала своё пятое национальное чемпионство в соревнованиях на открытом воздухе. Победой, с результатом 4,91 метра, увенчалось участие и в «Golden Gala» — одном из этапов «Бриллиантовой лиги», который прошёл 10 июня 2021 года в итальянской Флоренции.
С результатом 4,85 метра, 5 августа 2021 года, Анжелика Сидорова стала обладателем серебряной медали Олимпийских игр в Токио 2020. В финале «Бриллиантовой лиги» в Цюрихе (10 сентября 2021 года) спортсменка установила новый личный рекорд 5,01 метра на открытом воздухе, став при этом победителем лиги, рекордсменом соревнований и сезона, а также второй женщиной в мире, которой покорилась высота выше 5,00 метров на открытом воздухе за всю историю дисциплины.
В августе 2022 года Анжелика Сидорова заняла первое место в прыжках с шестом на Всероссийской Спартакиаде.
В декабре 2023 года Анжелика сообщила о завершении карьеры.

## Основные результаты

### Международные
| Год  | Соревнования                    | Место проведения          | Место | Результат |
| ---- | ------------------------------- | ------------------------- | ----- | --------- |
| 2010 | Чемпионат мира среди юниоров    | Монктон, Канада           | 4     | 4,05 м    |
| 2013 | Чемпионат Европы в помещении    | Гётеборг, Швеция          | 3     | 4,62 м    |
| 2013 | Чемпионат Европы среди молодёжи | Тампере, Финляндия        | 2     | 4,60 м    |
| 2014 | Чемпионат мира в помещении      | Сопот, Польша             | 2     | 4,70 м    |
| 2014 | Чемпионат Европы                | Цюрих, Швейцария          | 1     | 4,65 м    |
| 2015 | Чемпионат Европы в помещении    | Прага, Чехия              | 1     | 4,80 м    |
| 2015 | Чемпионат мира                  | Пекин, Китай              | —     | NM        |
| 2017 | Чемпионат мира                  | Лондон, Великобритания    | —     | NM        |
| 2018 | Чемпионат мира в помещении      | Бирмингем, Великобритания | 2     | 4,90 м    |
| 2019 | Чемпионат Европы в помещении    | Глазго, Великобритания    | 1     | 4,85 м    |
| 2019 | Чемпионат мира                  | Доха, Катар               | 1     | 4,95 м    |
| 2020 | Олимпийские игры                | Токио, Япония             | 2     | 4,85 м    |

### Национальные
| Год  | Соревнования                 | Место проведения | Место | Результат |
| ---- | ---------------------------- | ---------------- | ----- | --------- |
| 2011 | Чемпионат России в помещении | Москва           | 3     | 4,40 м    |
| 2011 | Чемпионат России             | Чебоксары        | 4     | 4,30 м    |
| 2012 | Чемпионат России в помещении | Москва           | 3     | 4,32 м    |
| 2012 | Чемпионат России             | Москва           | 4     | 4,50 м    |
| 2013 | Чемпионат России в помещении | Москва           | 4     | 4,40 м    |
| 2013 | Чемпионат России             | Москва           | 4     | 4,45 м    |
| 2014 | Чемпионат России в помещении | Москва           | 1     | 4,72 м    |
| 2014 | Чемпионат России             | Казань           | 1     | 4,70 м    |
| 2015 | Чемпионат России в помещении | Москва           | 1     | 4,75 м    |
| 2015 | Чемпионат России             | Чебоксары        | 1     | 4,50 м    |
| 2016 | Чемпионат России в помещении | Москва           | 1     | 4,70 м    |
| 2016 | Чемпионат России             | Чебоксары        | 2     | 4,85 м    |
| 2017 | Чемпионат России в помещении | Москва           | 1     | 4,70 м    |
| 2017 | Чемпионат России             | Жуковский        | —     | NM        |
| 2018 | Чемпионат России в помещении | Москва           | 1     | 4,87 м    |
| 2019 | Чемпионат России в помещении | Москва           | 1     | 4,80 м    |
| 2019 | Чемпионат России             | Казань           | 1     | 4,86 м    |
| 2020 | Чемпионат России в помещении | Москва           | 1     | 4,92 м    |
| 2020 | Чемпионат России             | Челябинск        | 1     | 4,70 м    |
| 2021 | Чемпионат России в помещении | Москва           | 1     | 4,75 м    |
| 2021 | Чемпионат России             | Чебоксары        | 1     | 4,75 м    |

## Награды
- Заслуженный мастер спорта России (2014)[22].
- Медаль ордена «За заслуги перед Отечеством» I степени (11 августа 2021 года) — за большой вклад в развитие отечественного спорта, высокие спортивные достижения, волю к победе, стойкость и целеустремленность, проявленные на Играх XXXII Олимпиады 2020 года в городе Токио (Япония)[23].